# Кастелацо Новарезе
Кастела̀цо Новарѐзе (на италиански: Castellazzo Novarese, на местен диалект: Castlass, Кастълас) е село и община в Северна Италия, провинция Новара, регион Пиемонт. Разположено е на 182 m надморска височина. Населението на общината е 339 души (към 2010 г.).